# Zdeněk Chalabala
Zdeněk Chalabala est un chef d'orchestre tchécoslovaque, né à Uherské Hradiště le 18 avril 1899 et mort à Prague le 4 mars 1962, principalement reconnu pour ses interprétations de la musique slave. 

## Biographie
Après des études au lycée de sa commune natale, il entre au Conservatoire de Brno (1919-1926), où il apprend la direction d'orchestre, le violon et la composition avec comme professeurs Frantisek Neumann et Leoš Janáček. Ensuite, Václav Talich l'engage au Théâtre National de Prague (1936-1945). Il sera nommé, enfin, directeur de la musique à Ostrava (1945-1949). Il dirigera, à nouveau, à l'Opéra de Brno puis à l'Opéra slovaque de Bratislava et achèvera sa carrière au Théâtre National de Prague (1953-1962).

## Répertoire
Chalabala fut incontestablement un des grands chefs lyriques dans sa patrie. Ses interprétations du répertoire tchèque et slave, qu'il contribua grandement à faire connaître, étaient marquées du sceau d'un minutieux professionnalisme et d'une authentique ferveur.
Ses enregistrements des opéras Šárka de Zdeněk Fibich, Eva de Josef Bohuslav Foerster, La Fiancée vendue et Le Baiser de Bedřich Smetana, Rusalka et Le Diable et Catherine de Dvořák sont irremplaçables, tout comme les poèmes symphoniques de Dvořák, dont la puissance dramatique n'a jamais été rendue avec autant de sincérité.

## Discographie
Antonín Dvorák, Poèmes symphoniques : Vodnik (L’Ondin) op.107, Polednice (La Sorcière de midi) op.108, Zlatÿ Kolovrat (Le Rouet d’or) op.109, Holoubek (Le Pigeon des bois) op.110, Orchestre philharmonique tchèque. Enregistrement Supraphon du 06/01 au 09/11/1961. Report CD Classica Les introuvables volume 21. 2022